# 十三峠 (横須賀市)

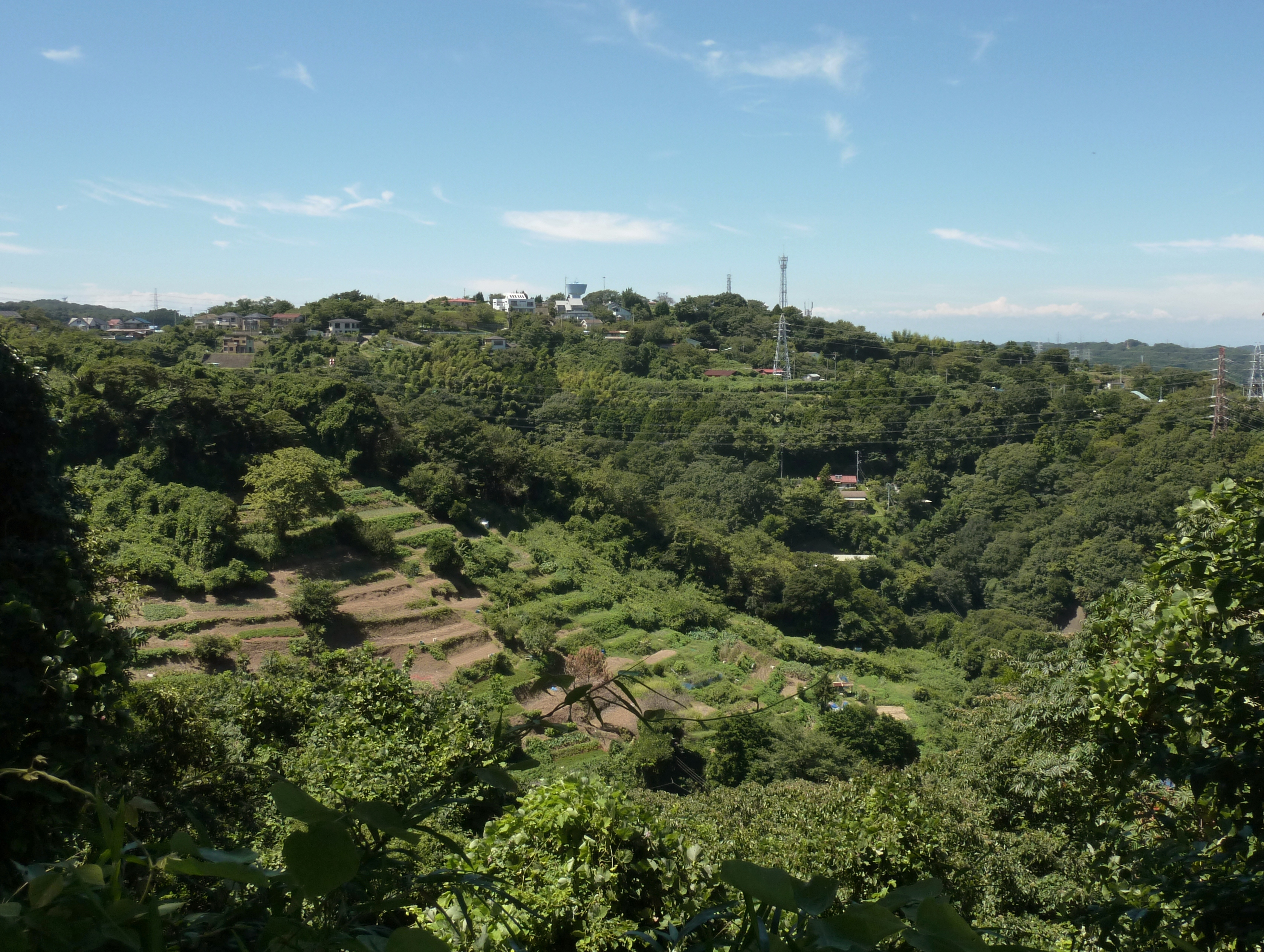
塚山公園から

十三峠（じゅうさんとうげ）は、神奈川県横須賀市にある峠である。横須賀市の北西部、長浦町の谷戸の最奥部に位置する。峠を越える道は尾根筋を通り、西の田浦（田浦町二丁目）の谷戸と東の逸見（西逸見町三丁目）の谷戸とを結ぶ。
元の浦賀道であり、明治から大正にかけては国道に指定され、程ヶ谷（保土ヶ谷）と浦賀、また明治以降は横浜と横須賀とを結ぶ幹線道路であった。しかし、田浦・逸見の両谷戸から尾根筋への登り坂が極めて急峻であったことから、荷車等の通行は困難であった。そのため、1928年（昭和3年）に田浦-逸見間の海岸沿いにトンネルで通り抜ける道路（現在の国道16号）が開通すると幹線道路の地位を完全に失った。

## 周辺
峠の頂上付近は山林となっているが、尾根筋の道路に沿って住宅が散在する。両谷戸からの登り口は急峻な階段となっているために自動車で浦賀道あるいは明治国道・大正国道のルートをたどることはできない。尾根筋へは別のルートから自動車で登ることができるが、道幅は狭く、離合が困難な区間も多い。
山頂に四等三角点（基準点名：十三峠）がある。
- 横浜横須賀道路
  - 横須賀IC
- 塚山公園
  - 三浦按針墓（国の史跡）[4]

## 放送送信施設
- 十三峠北方高地には、コミュニティ放送局である横須賀エフエム放送の送信所が置かれている[5][6]。

| 放送局名 ｢愛称｣                     | コールサイン | 周波数  | 空中線電力 | ERP | 放送対象地域 | 放送区域内世帯数 | 開局日                   |
| 横須賀エフエム放送 ｢FM・ブルー湘南｣ | JOZZ3AD-FM   | 78.2MHz | 20W        | 30W | -            | 約-世帯          | 1994年（平成6年）12月3日 |

- 送信所設置場所住所は、横須賀市田浦泉町36番地